# شتافهورشت
شتافهورشت (به آلمانی: Staffhorst) یک شهر در آلمان است که در دیفولتس واقع شده‌است. شتافهورشت ۶۰۰ نفر جمعیت دارد.